# Lepidostoma sackeni
Lepidostoma sackeni är en nattsländeart som först beskrevs av Banks 1936.  Lepidostoma sackeni ingår i släktet Lepidostoma och familjen kantrörsnattsländor. Inga underarter finns listade i Catalogue of Life.